# 伴侣岛

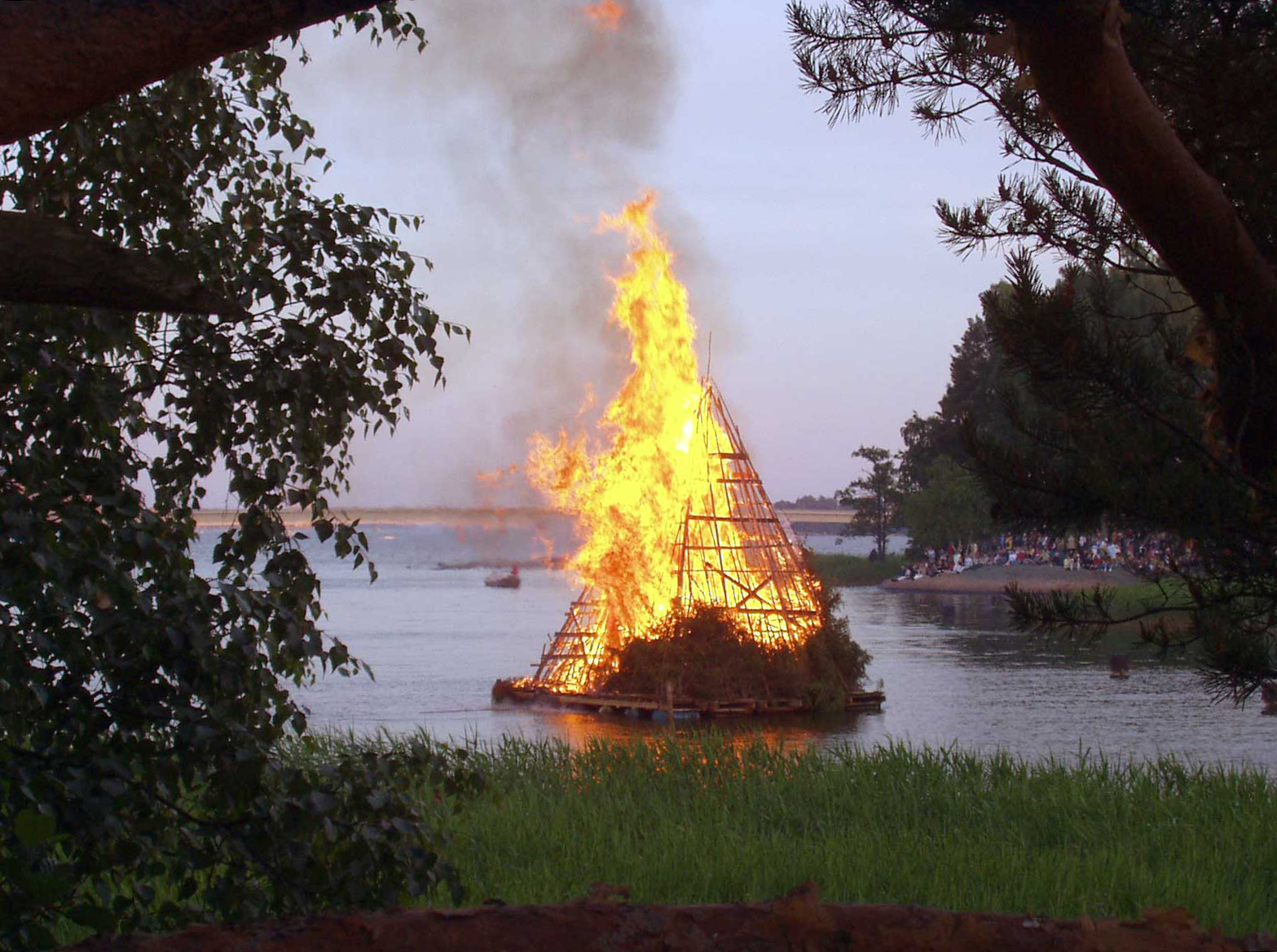
在伴侣岛上点燃的仲夏篝火

伴侣岛（芬蘭語：Seurasaari）是位于芬兰赫尔辛基的一个岛屿。岛上的一部分为伴侣岛露天博物馆，其中安置着很多从芬兰各地运来的年代久远的木头建筑。
每年夏天很多赫尔辛基居民和游客来到伴侣岛上来享受平静的乡土户外气息。尽管访客很多，岛上还是有不少野生动物，特别是各种鸟类，及欧亚红松鼠和野兔。伴侣岛最受欢迎的时候是仲夏节，其时会在主岛旁边的小岛上搭起一个大篝火（芬蘭語：juhannuskokko），并由一对新婚夫妇点燃。包括游客和居民的成千人会再岛上或停靠在附近水域的船上观看篝火。
伴侣岛上也有一个天体沙滩。天体沙滩在赫尔辛基有两个，全芬兰也只有三个。但不像其它天体沙滩那样，伴侣岛上的天体沙滩有高的围墙围起，且男女分开，那里并没有男女混合的区域。

## 图集

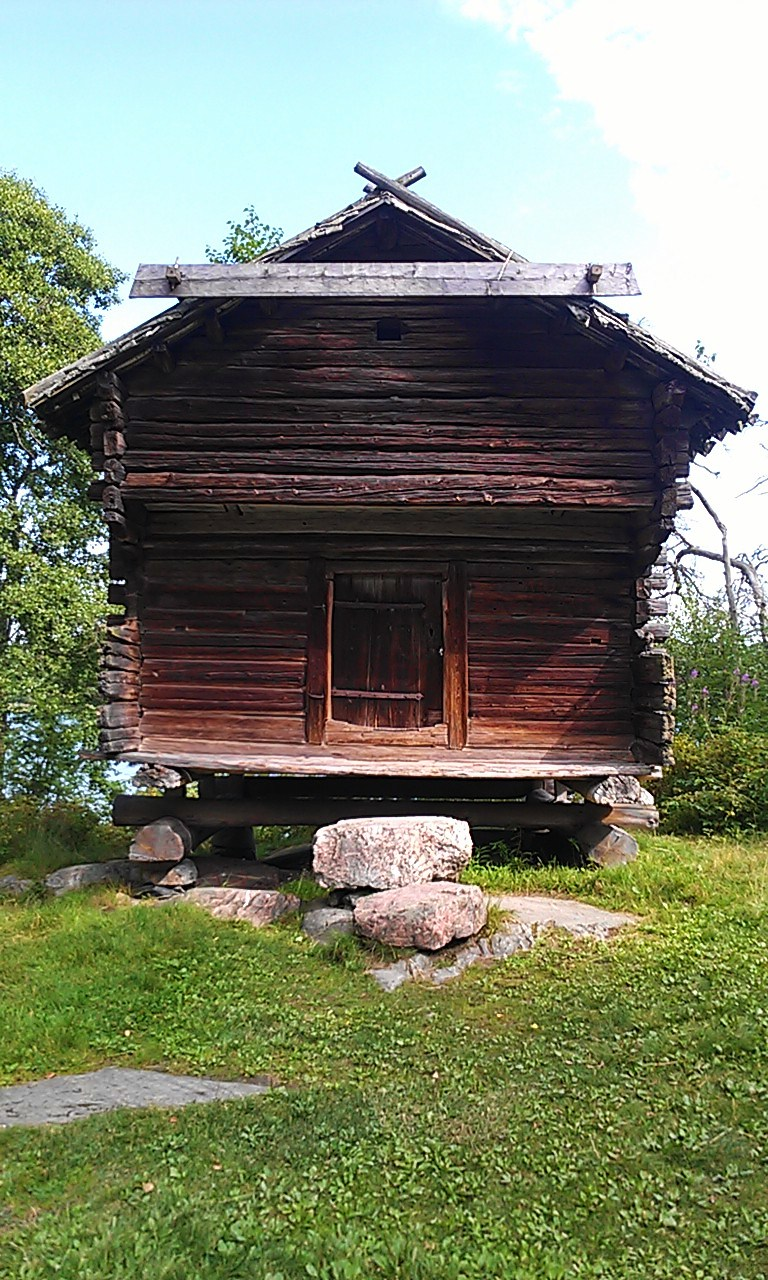
北博滕风格的谷仓
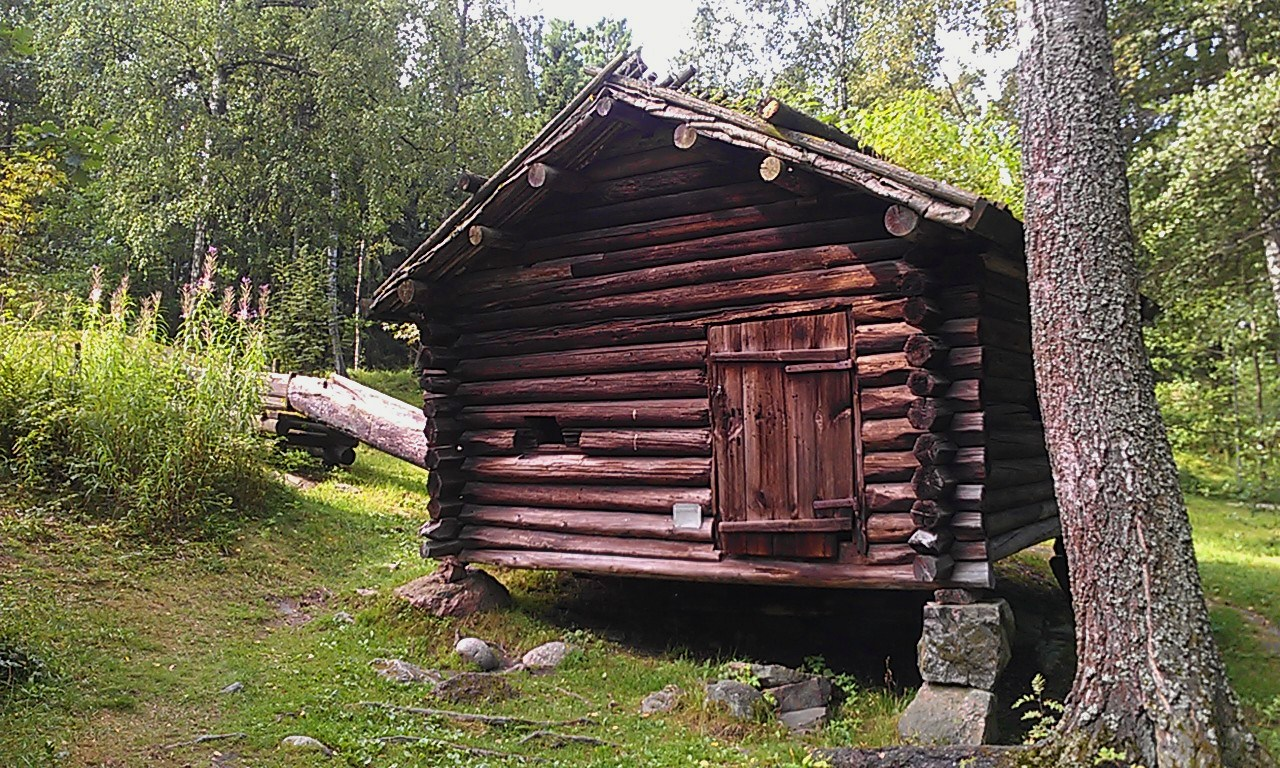
水磨房
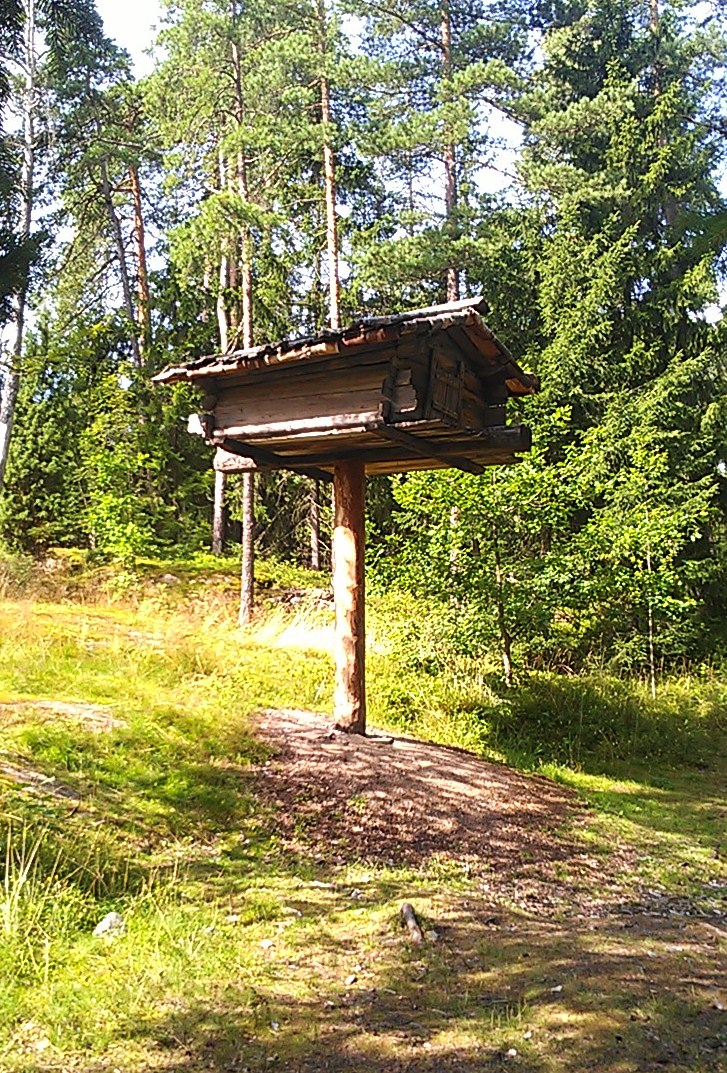
从佩察莫运来的树房
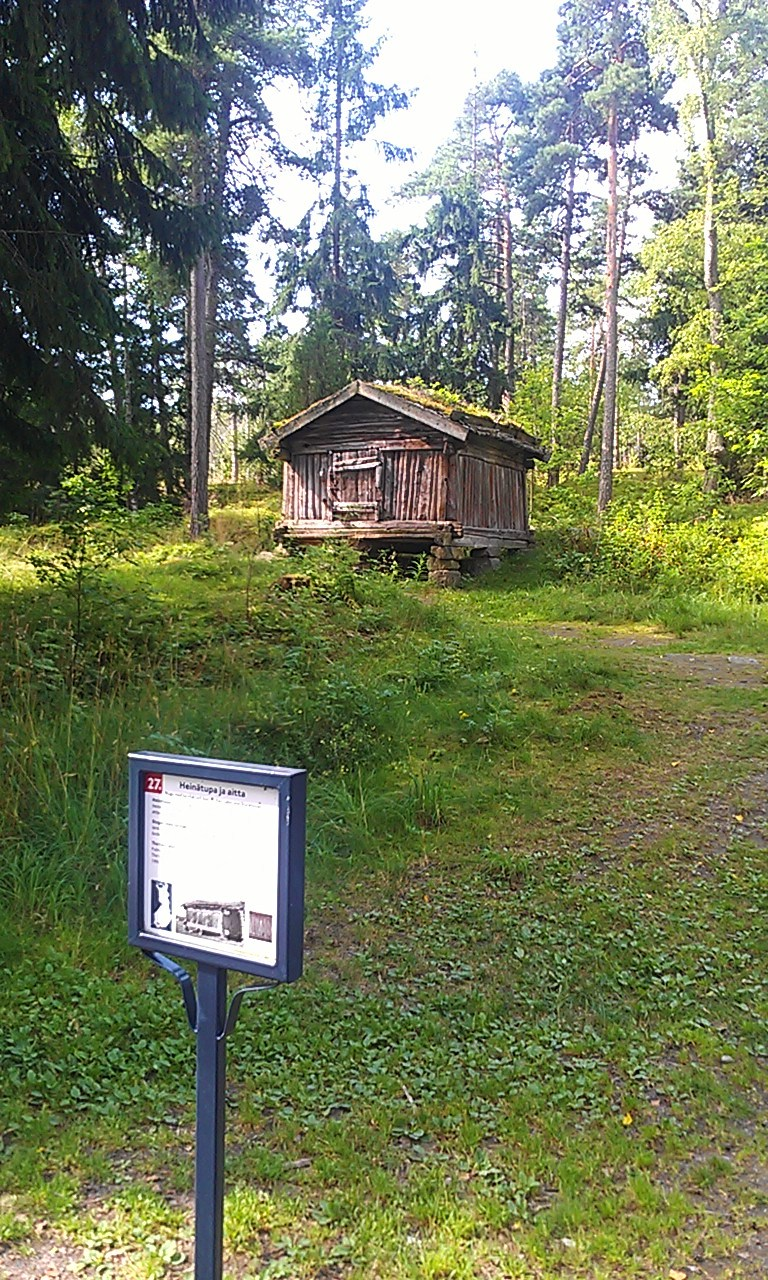
来自乌茨约基的栈房
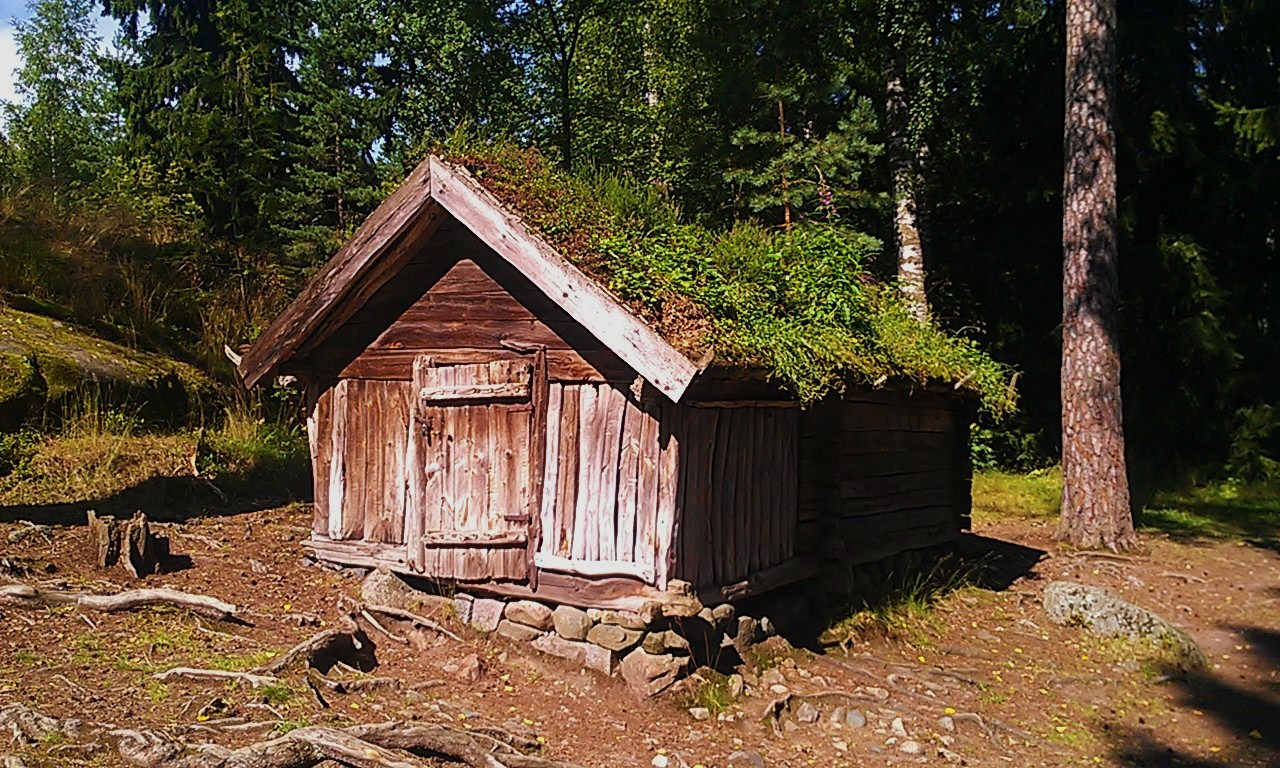
来自乌茨约基的储存干草的库房
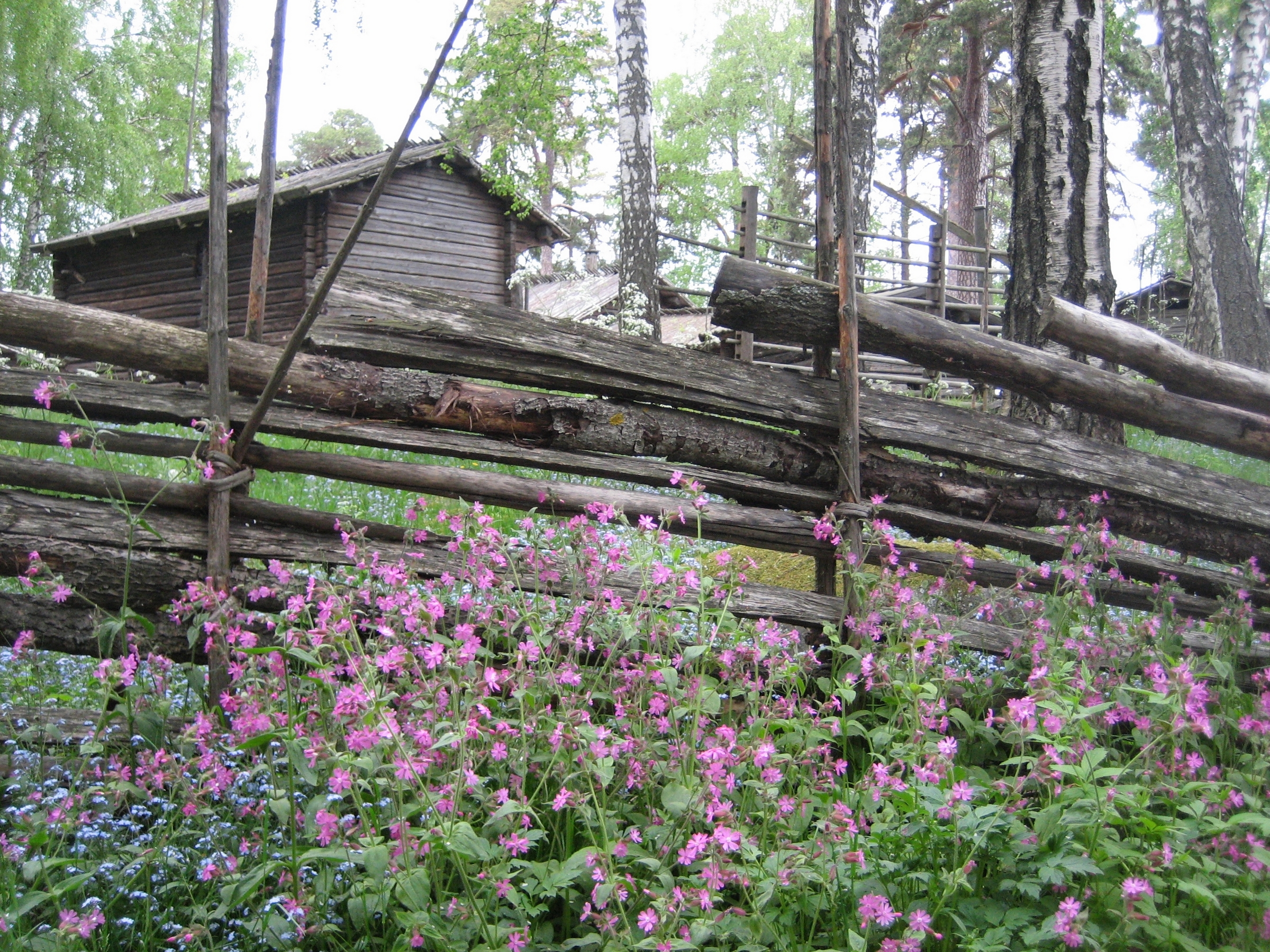
来自芬兰中部的农场庄园
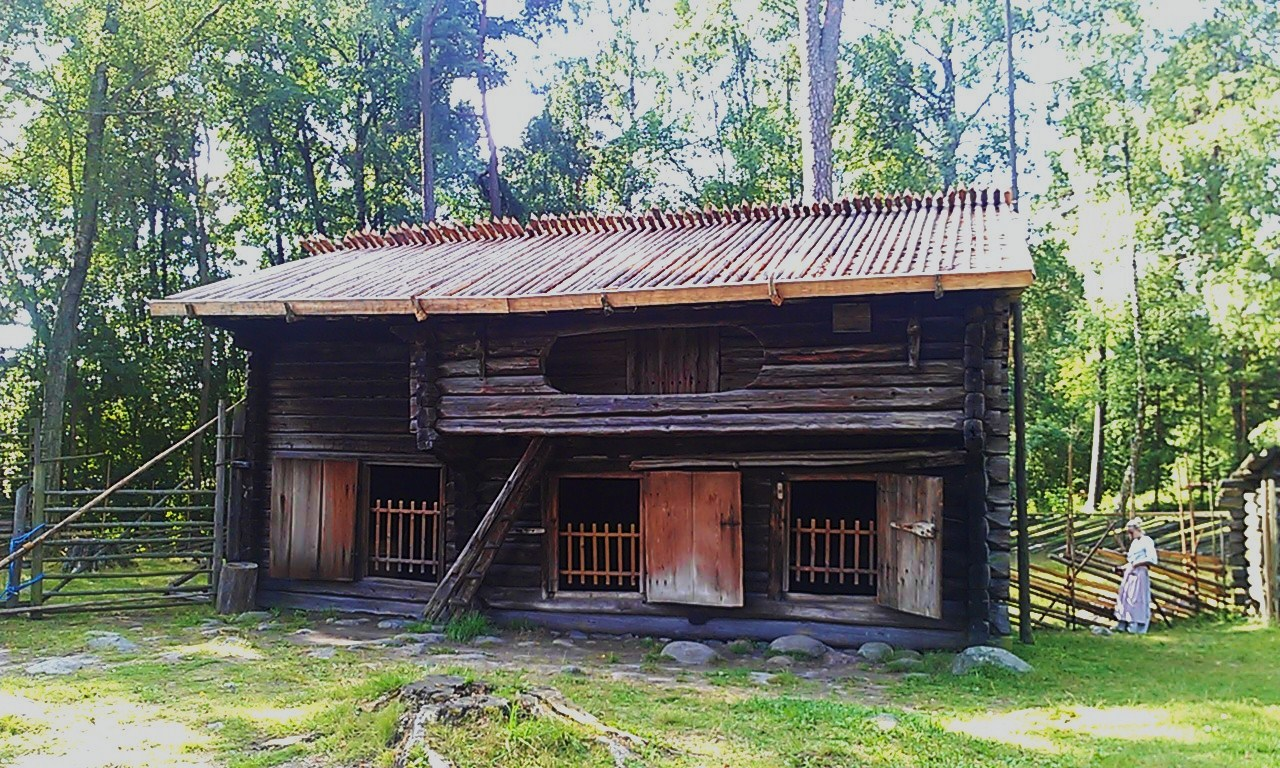
农场庄园的房子
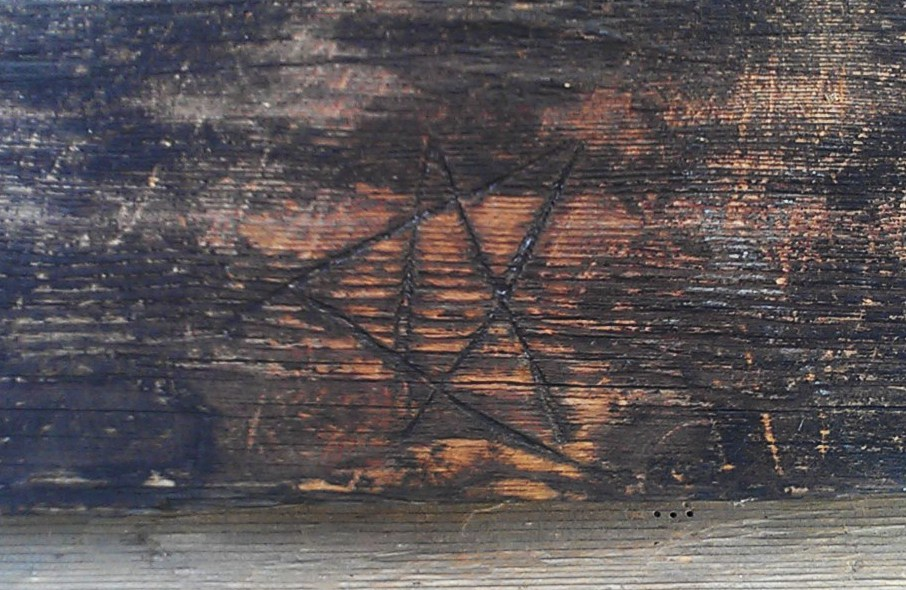
农场庄园的房子上的木刻
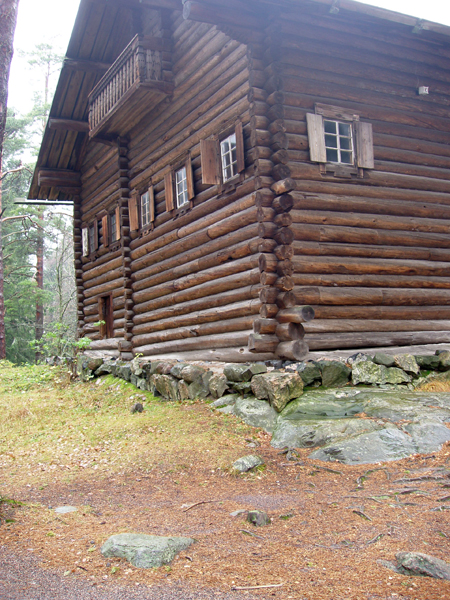
从芬兰东部运来的农屋
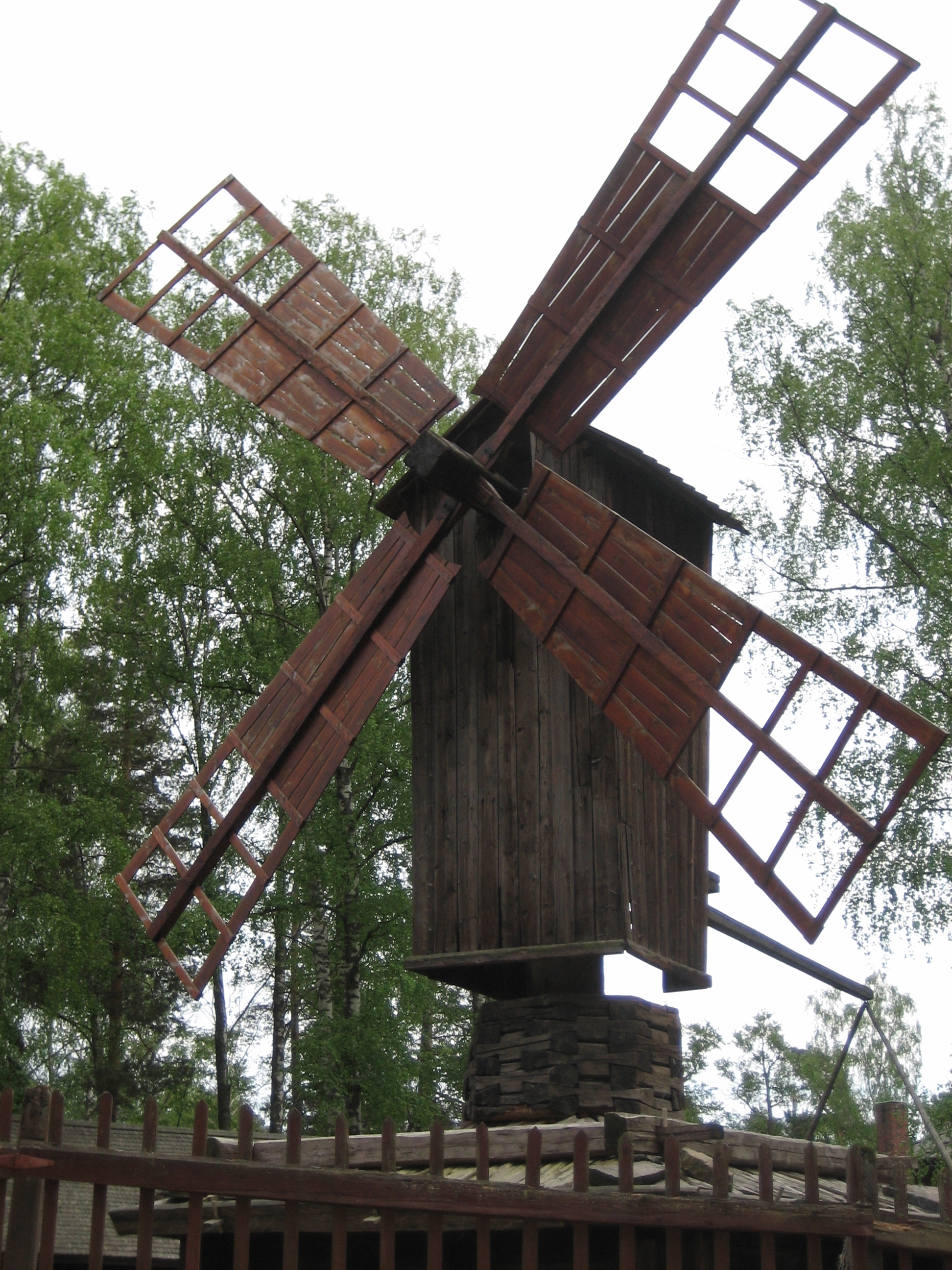
农场风车
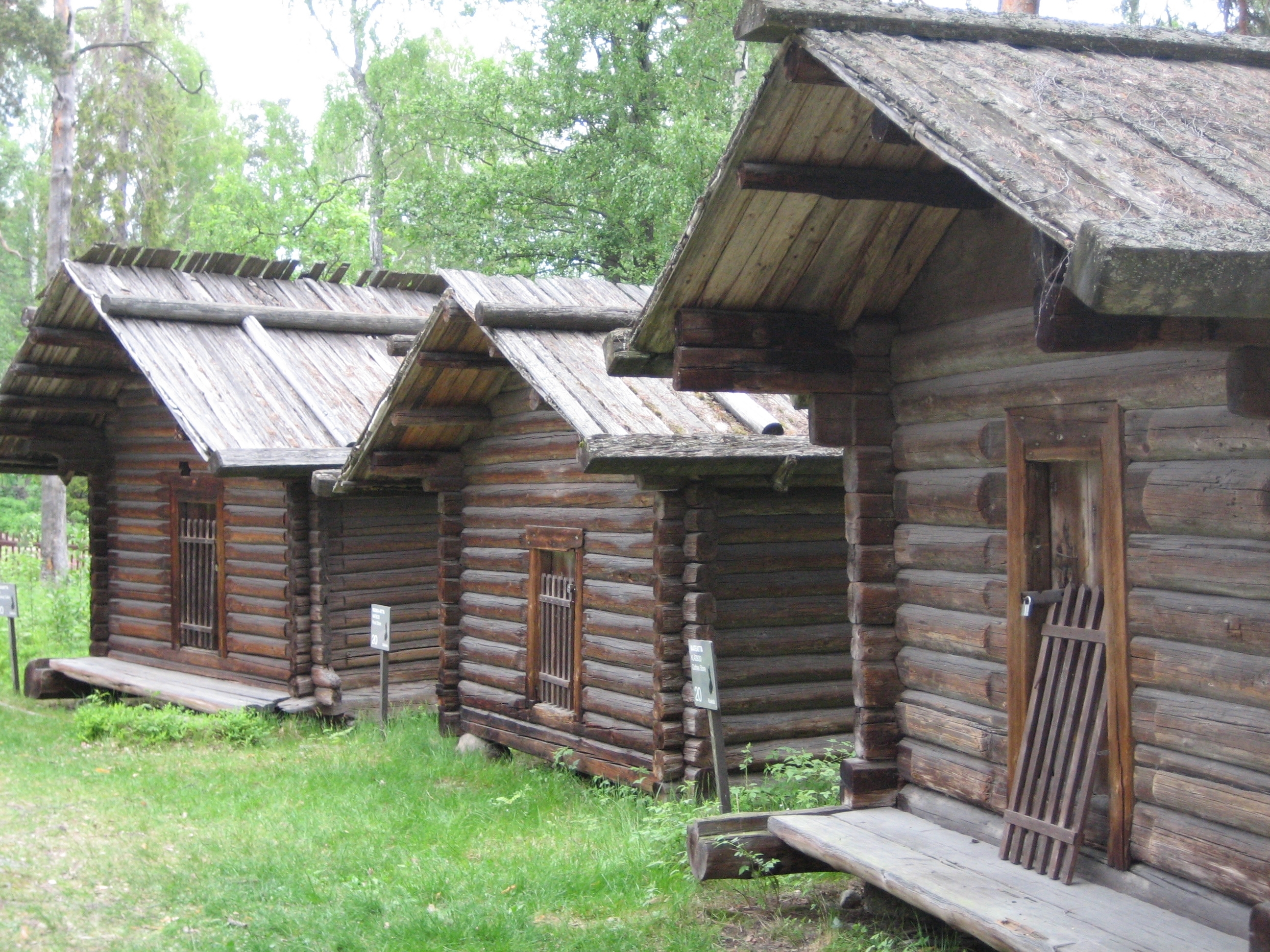
用于存放衣服和食物的木头房子
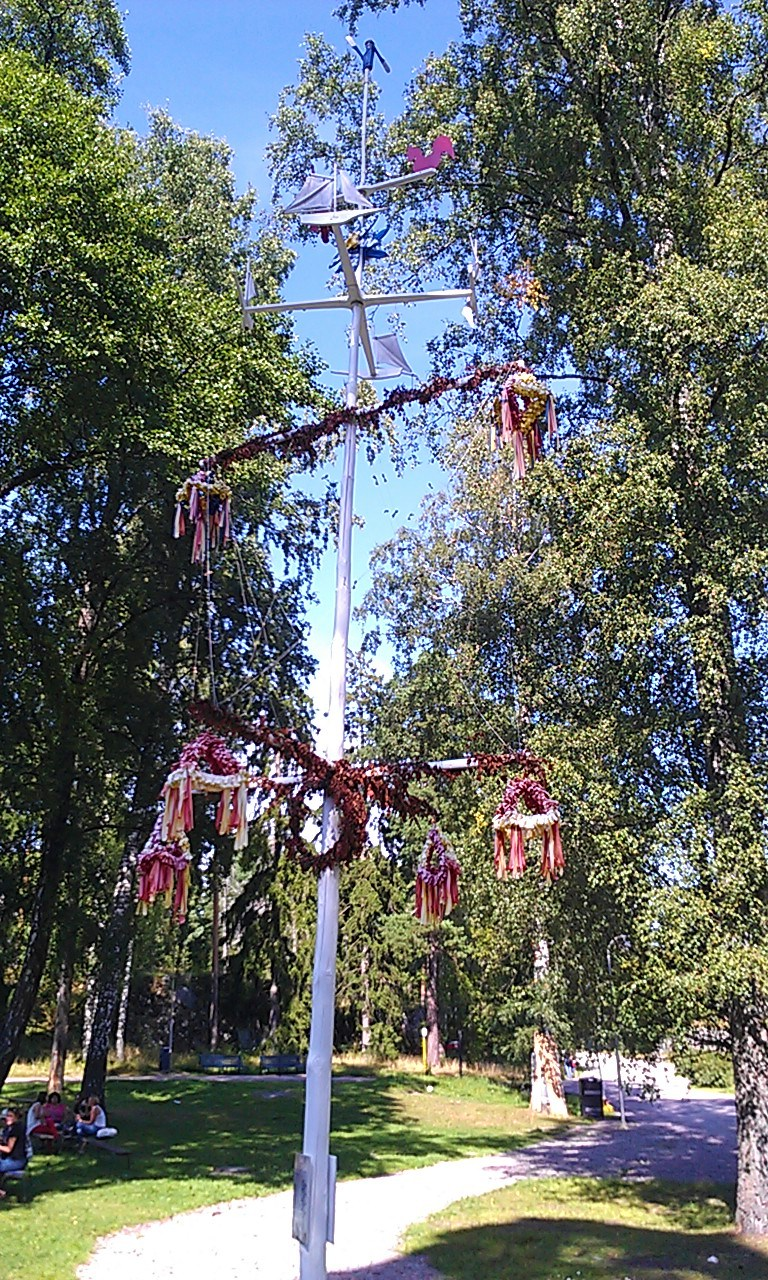
仲夏节木柱